# Сан-Мамеде-де-Еште
Сан-Мамеде-де-Еште (порт. São Mamede de Este; МФА: [ˈsɐ̃w mɐ.ˈme.dɨ dɨ ˈeʃ.tɨ]) — парафія в Португалії, у муніципалітеті Брага. Розташована в північно-західній частині країни, на теренах історичної португальської провінції Дору-Міню. Входить до складу округу Брага. За адміністративним поділом, чинним до 1976 року, терени парафії були складовою провінції Міню. Належить до Бразької архідіоцезії Католицької церкви. Патрон — святий Мамант. Площа — 6,5584 км². Населення — 1789 ос. (2011). Сильно урбанізований регіон. Густота населення — 272,78 осіб/км²
. Код — 030344.

## Назва
- Еште (Сан-Мамеде) (порт. Este (São Mamede)) — офіційна назва[5].

## Населення
| Кількість мешканців | Кількість мешканців | Кількість мешканців | Кількість мешканців | Кількість мешканців | Кількість мешканців | Кількість мешканців | Кількість мешканців | Кількість мешканців | Кількість мешканців | Кількість мешканців | Кількість мешканців | Кількість мешканців | Кількість мешканців | Кількість мешканців |
| ------------------- | ------------------- | ------------------- | ------------------- | ------------------- | ------------------- | ------------------- | ------------------- | ------------------- | ------------------- | ------------------- | ------------------- | ------------------- | ------------------- | ------------------- |
| 1864                | 1878                | 1890                | 1900                | 1911                | 1920                | 1930                | 1940                | 1950                | 1960                | 1970                | 1981                | 1991                | 2001                | 2011                |
| 705                 | 704                 | 694                 | 764                 | 768                 | 736                 | 616                 | 990                 | 1 069               | 1 157               | 1 274               | 1 390               | 1 649               | 1 709               | 1 789               |